# シュタインメッツ・ピンクダイヤモンド
シュタインメッツ・ピンクは、質量59.60カラット（11.92 g）のダイヤモンドである。その色は、米国宝石学会の鑑定においてファンシー・ビビッドピンクと評価されており、この評価を受けた著名なダイヤモンドとしては世界最大である。非常に希少なダイヤであるため、シュタインメッツ・グループは、このダイヤのカットに20カ月を費やした。2003年5月29日、モナコにおけるセレモニーにて公開された。
シュタインメッツ・ピンクは、スミソニアンの「煌めきのダイヤモンド」展において、他の著名なダイヤモンドと共に展示された。